# Sh2-10
Sh2-10 (nota anche come RCW 130) è una nebulosa a emissione visibile nella costellazione dello Scorpione.
Si trova nella parte centro-orientale della costellazione, circa 3-4° a ENE della brillante stella ε Scorpii; appare immersa in un ricchissimo campo stellare in direzione del bulge della Via Lattea. La sua declinazione è moderatamente australe e ciò fa sì che essa possa essere osservata agevolmente specialmente dall'emisfero australe; il periodo in cui la sua osservazione è ottimale nel cielo serale è compreso fra i mesi di maggio e ottobre.
Si tratta di una regione H II situata sul bordo esterno del Braccio del Sagittario, a una distanza di circa 1000 parsec (3260 anni luce); le responsabili dell'eccitazione dei suoi gas sarebbero, secondo Avedisova, tre stelle giovani: la gigante blu HD 155806, di classe spettrale O8III, la subgigante blu HD 155889, di classe O9IV, e la stella azzurra HD 155754, di classe B1V. Ciò appare in contrasto tuttavia con quanto riportato nell'originale Catalogo Sharpless, dove si indica la stella HD 156327, una stella di Wolf-Rayet nota anche come WR 88; il legame fra la nube e questa stella viene ripreso anche da un altro studio, sebbene le stime di distanza più accurate per i due oggetti riportino 1000 parsec per Sh2-10 e 2330 parsec per WR 88. Da ciò ne consegue che i due oggetti sarebbero probabilmente ben distinti l'uno dall'altro.